# Marie Lánská
Marie Lánská (10. srpna 1873 Konárovice – 5. prosince 1941) byla česká pedagožka a básnířka.

## Životopis
Její úmrtí není v Kolínské matrice. Rodiče Marie Lánské byli František Lánský, bednář (1832/1833–1880) v Konárovicích a Aloisie Lánská-Neumannová z Boharyně. Měla bratra Aloise Lánského (1876–1878).
Marie Lánská byla ředitelkou měšťanské dívčí školy v Kolíně. Byla starostkou Zemské ústřední jednoty učitelek v Čechách, členkou a čestnou členkou v různých organizacích a spolcích. Např. od roku 1896 byla členkou Sokola Kolín, Sokolské župy Tyršovy. Psala do odborných časopisů. Bydlela v Kolíně IV 80.

## Dílo

### Básně
- Zpíváme si o zvířátkách – na litevské motivy; ilustrovala Lélija Bičiunaité. Vilnius: Vaga, 1967